# Верделью
Верделью (порт. Verdelho; в советской литературе Вердёльо или Вердельо)— сорт винограда, используемый для изготовления белых вин.

## География
Относится к эколого-географической группе западноевропейских сортов винограда. Выращивают в основном в Португалии, на острове Мадейра, а также в Крыму и Закавказье, на северо-западе Испании. Имеются небольшие по площади насаждения в регионе Анжу в долине Луары (западная Франция). Сравнительно недавно выращивается в Австралии.

## Основные характеристики
Сила роста лозы средняя. Лист средний, пятилопастный, реже трехлопастные. Цветок обоеполый. Гроздь средняя или мелкая (90-120 г). Ягоды средней величины, округлые. Семян в ягоде обычно две. Урожайность этого сорта винограда сильно зависит от условий но как правило не высока. Относится к сортам средне-позднего периода созревания.
Сорт данного винограда слабо поражается мильдью и серой гнилью ягод, но в сильной степени оидиумом.
Предполагают[кто?], что Верделью и Гувейу — один и тот же сорт винограда.

## Применение
Этот виноград был одним из самых популярных, традиционно выращиваемых на Мадейре с момента его появления в 15 веке. Сорт является основой для создания вин: десертных, столовых, креплёных. На родине — острове Мадейра входит в состав одного из двух официальных вин — Атлантис вайт.